# Воронцово (деревня, Можайский городской округ)
Воронцово — деревня в Можайском районе Московской области в составе сельского поселения Бородинское. В старых источниках название встречается также в разных формах. Так с 1700 по 1766 годы деревня носила название Воронцова, в 1881 году на старых картах деревня носит название Варанцево.
Численность постоянного населения по Всероссийской переписи 2010 года — 11 человек. До 2006 года Воронцово входило в состав Синичинского сельского округа.

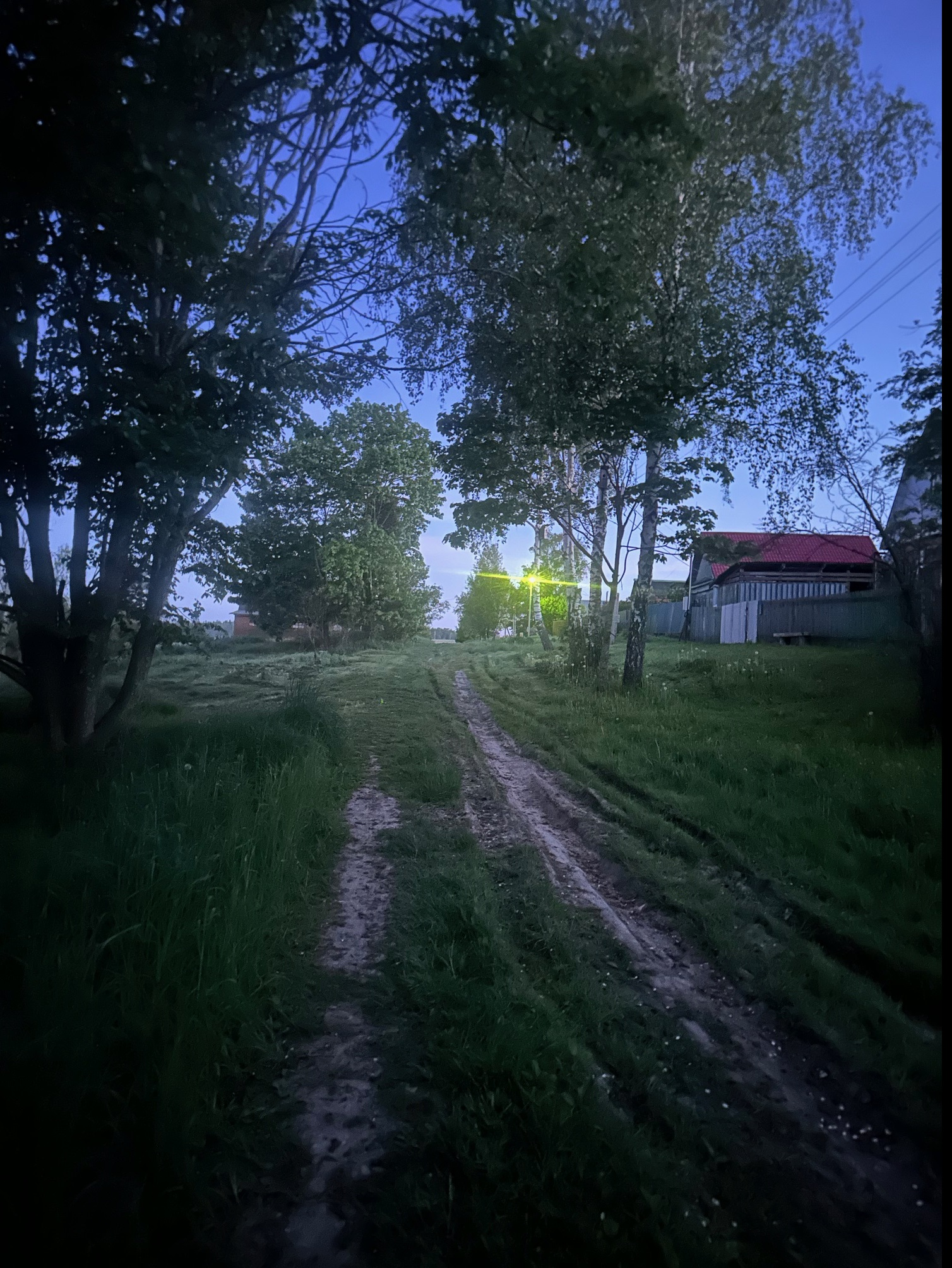

Деревня расположена в северо-западной части района, примерно в 25 км к северо-западу от Можайска, на левом берегу реки Лусянка, высота центра над уровнем моря 206 м. Ближайшие населённые пункты — Псарёво на противоположном берегу реки, Крюково в 0,7 км на восток и Поминово в 0,7 км на северо-восток.